# Bertil af Burén
Filip Bertil Claes af Burén, född den 18 oktober 1875 i Kräcklinge församling, Örebro län, död den 28 maj 1977 i Tuvekärr, Årdala församling, Södermanlands län, var en svensk militär.
af Burén blev underlöjtnant vid Svea livgarde 1897, löjtnant där 1901, kapten vid generalstaben 1911, major 1918 och överstelöjtnant 1925. Han var chef för stridsvagnsbataljonen vid Göta livgarde. af Burén befordrades till överste i armén 1928 och övergick som sådan till Östra arméfördelningens reserv 1930. Han var styrelseledamot i John Ebersteins fond för tävling på skidor 1919–1936, vice ordförande i Svenska Brevduveförbundet 1919–1920, medlem i Kungliga Automobilklubbens överdomarnämnd 1930–1936, ordförande i Svenska kennelklubben 1931–1945, vice ordförande i Svenska jägarförbundet 1939–1945 och ordförande i Årdala hembygdsförening 1938–1960. af Burén publicerade En gammal jägare berättar (1959) och Årdala socken (1961). Han var medarbetare i Hälsa och friluftsliv och i Nordisk familjeboks sportlexikon. af Burén blev riddare av Svärdsorden 1918 och av Nordstjärneorden 1928 samt kommendör av andra klassen av Vasaorden 1939.